# Tremetousia
Tremetousia (in greco, Τρεμετουσιά [tremetuʃa]; in turco: Tremeşe o Erdemli) è un villaggio  situato de iure nel distretto di Larnaca di Cipro e de facto nel distretto di Lefkoşa di Cipro del Nord. È uno dei quattro villaggi del distretto sotto il controllo di Cipro del Nord (con Arsos, Melouseia e Pergamo).

## Geografia fisica
Il villaggio si trova nel sud della Messaria, sette chilometri a est di Athīenou, sul lato nord della linea verde.

## Origini del nome
Si crede che il nome Tremetousia derivi dal terebinto (tremoiliastos). Fino al 1974, il nome turco-cipriota del villaggio era Tremeşe (Tremeshe). Tuttavia, nel 1975, i turco-ciprioti hanno adottato il nome alternativo Erdemli, che significa "virtuoso" in turco. Erdemli è anche un nome di luogo nella provincia di Antalya.

## Storia
Il villaggio si trova sul luogo dell'antica città di Tremithus, menzionata da Tolomeo, Ierocle, Giorgio di Cipro e altri antichi geografi.
L'imperatore Isacco Comneno di Cipro fu sconfitto qui nel 1191 da Riccardo I d'Inghilterra, che in seguito prese possesso di Cipro. La città fu poi distrutta e sopravvisse solo il villaggio.

## Società

### Evoluzione demografica
Temetousia è sempre stato un villaggio misto. Nel censimento ottomano del 1831, i cristiani (greco-ciprioti) costituivano la maggioranza degli abitanti (58%). Nel 1891 la loro percentuale scese al 51%. Durante il periodo britannico, mentre la popolazione greco-cipriota del villaggio aumentò significativamente, la popolazione turco-cipriota fluttuò maggiormente. Nel 1960, la quota greco-cipriota della popolazione del villaggio era salita al 60% e la proporzione turco-cipriota era scesa al 40%.
Non ci fu alcuno spostamento nel villaggio durante gli anni di emergenza del 1950 o durante il conflitto intercomunale del 1963-64. Tuttavia, nell'agosto 1974, tutti i greco-ciprioti di Temetousia fuggirono dall'esercito turco che avanzava. Attualmente, come il resto dei greco-ciprioti sfollati, i greco-ciprioti di Temetousia sono sparsi nel sud dell'isola, con grandi concentrazioni nelle città. Il numero di greco-ciprioti di Temetousia sfollati nel 1974 era di circa 600 (588 abitanti nel censimento del 1973).
Attualmente il villaggio è abitato principalmente dai suoi abitanti originari turco-ciprioti.